# Taphroscelidia atratula
Taphroscelidia atratula is een keversoort uit de familie Passandridae. De wetenschappelijke naam van de soort is voor het eerst geldig gepubliceerd in 1916 door Grouvelle.